# Germà IV de Constantinoble
Germà IV de Constantinoble (en grec Γερμανός Δ') va ser patriarca de Constantinoble de l'any 1842 al 1845 i després una segona vegada del 1852 al 1853.
Abans de ser patriarca havia estat metropolità de Vidin (1826-1830), de Drama (1831-1835) i de Derkos fins al seu nomenament a Constantinoble l'any 1842, on va succeir al patriarca Àntim V. Va seguir en el càrrec fins a l'any 1845, quan el va succeir Meleci III.
L'any 1852 va tornar a ser elegit patriarca i va ocupar el càrrec fins a la seva mort l'any següent. Durant el seu mandat, es va preocupar especialment dels pobres. Va fundar moltes esglésies, escoles, biblioteques i orfenats. Buscava la millor educació del clergat ortodox, i va ser el fundador de l'Escola Teològica de Halki al monestir de la Santíssima Trinitat a les Illes dels Prínceps. L'escola va funcionar regularment fins al 1971, quan va ser tancada per llei, i d'ella van sortir molts teòlegs, sacerdots, bisbes i patriarques destacats.